# Примо, Дмитрий Павлович
Дмитрий Павлович Примо (1774—1859) — генерал от артиллерии, генерал-цейхмейстер морской артиллерии и член Адмиралтейств-Совета.

## Биография
Дмитрий Примо родился 25 октября 1774 г. в Херсонской губернии и происходил из валашского дворянства: его прапрадед, Алексей Примо, выехал в Россию с князем Кантемиром.
Получив воспитание в частном учебном заведении, Примо поступил на службу 28 мая 1784 года подпрапорщиком в Курский пехотный полк, откуда через три с половиной года был переведён в 1-й Фузелерный полк полевой артиллерии и в рядах его участвовал в осаде Очакова, за что 13 марта 1789 года был произведён в офицеры.
Переведённый 11 сентября 1791 года в морскую артиллерию, он два года крейсировал по Чёрному морю и, выдержав экзамен на флотского офицера, получил 1 января 1795 года чин лейтенанта, а затем совершал плавания по Чёрному морю. 31 декабря 1804 года произведённый в капитан-лейтенанты, Примо плавал под флагом вице-адмирала Пустошкина на корабле «Ратный».
Отечественная война 1812 года застала его в рядах 5-й морской артиллерийской бригады (в которой он числился с 1810 года) на корабле «Двенадцать Апостолов»; за отличие в кампании он с 1813 года исполнял обязанности цейхмейстера эскадры и 26 ноября 1816 г., в чине капитана 2-го ранга, был награждён орденом св. Георгия 4-й степени (№ 3134 по списку Григоровича — Степанова).
В 1821 и 1822 годах Примо, состоя в Дунайской флотилии начальником артиллерии, стоял под Измаилом; в 1822 году он был назначен командиром 2-й бригады морской артиллерии и артиллерии Архангельского порта, а через год, 12 апреля 1823 года, — командиром 5-й бригады и начальником артиллерии Севастополя, где «довел вверенные ему части до отличного устройства».
В Турецкую кампанию 1828 года Примо был из эскадре Грейга цейхмейстером на корабле «Париж», участвовал в осаде и взятии Анапы (за отличие под этой крепостью получил орден св. Анны 2-й степени с алмазными знаками) и Варны; затем, крейсируя по Чёрному морю, блокировал Константинопольский пролив и был при взятии городов Мессемврии, Ниады, Мидии и Бургаса; за «распорядительность на флоте по хозяйственной части» в эту кампанию, Примо был 29 сентября 1829 года пожалован в генерал-майоры.
Через два года, 28 января 1831 года, переведён в Балтийский флот и назначен начальником артиллерии Кронштадта. Примо энергично принялся приводить в порядок артиллерийские магазины порта, арсенал и подчинённые ему части; особенное внимание он обратил на обучение артиллеристов стрельбе в кронштадтских укреплениях и на практические учения на судах. Деятельность его была настолько плодотворна, что император Николай I при каждом посещении Кронштадта выражал ему благодарность. 15 мая 1836 года Примо был пожалован дипломом на потомственное дворянство.
В 1837 году Примо был произведён в генерал-лейтенанты, 14 апреля 1840 года назначен инспектором корпуса морской артиллерии, а 1 мая 1846 года — директором Артиллерийского департамента Морского министерства.
15 декабря 1852 года Примо был произведён в генералы от артиллерии с переименованием в генерал-цейхмейстеры морской артиллерии, 20 октября 1854 года зачислен членом Адмиралтейств-совета, 26 августа 1856 года был награждён орденом Белого Орла.
Примо умер 24 апреля 1859 года в Санкт-Петербурге, похоронен на Митрофаниевском кладбище.